# 이다혜 (기자)
이다혜(1977년~)는 대한민국의 영화 기자이자 수필가이다. 2000년부터 씨네21 기자로 일하며 글쓰기 수업, 팟캐스트, 북 토크 진행자로 활동하고 있다.

## 저서
- 《책읽기 좋은날》 2012년 9월 ISBN 9788962604207
- 《영화가 너의 고민을 들어 줄 거야》 2016년 ISBN 9788957367803
- 《어른이 되어 더 큰 혼란이 시작되었다》 2017년 4월 ISBN 9788932318486
- 《여기가 아니면 어디라도》 2017년 8월 ISBN 9788959135394
- 《아무튼, 스릴러》 2018년 2월 ISBN 9791188605057
- 《처음부터 잘 쓰는 사람은 없습니다》 2018년 10월 ISBN 9791162209288
- 《교토의 밤 산책자》 (한겨레출판사) 2019년 3월 ISBN 9791160402438
- 《출근길의 주문》 (한겨레출판사) 2019년 9월 ISBN 979-11604029-7-1

## 출연
라디오
- tbs 《라디오 와이파이》 〈이다혜의 책 그리고 영화〉 (2016년 3월 ~ 2018년 3월)
- EBS FM 《책으로 행복한 12시》 〈이다혜의 요즘 뭐 읽어?〉 ( ~ 2018년)
- MBC 표준FM 《라디오 디톡스 백영옥입니다》 〈씨네 디톡스〉 (2017년 4월 ~ 2018년 10월)
- MBC 표준FM 《라디오 북클럽》 〈이다혜의 소소문고〉 (2019년 4월 ~ )
- KBS 1라디오 《이다혜의 영화관, 정여울의 도서관》 (2022년 1월 3일 ~ 2023년 4월 21일)

팟캐스트
- 《이동진의 빨간책방》
- 《이수정 이다혜의 범죄영화프로파일》 (2019년 4월 ~ )
- 《이다혜 기자의 21세기 씨네픽스》 (2019년 6월 ~ )